# Доменіко Гвіді
Доменіко Гвіді (італ. Domenico Guidi; 1625, Каррара — 28 березня 1701, Рим) — скульптор італійського бароко.

## Життя і творчість
Народився в Каррарі. Полишив рідну Каррару разом зі своїм дядьком, відомим тоді скульптором Джуліано Фінеллі, і перебрався з ним до Неаполя. Джуліано Фінеллі уславився ворожим ставленням до Лоренцо Берніні.
Коли 1647 року в Неаполі спалахнуло повстання під керівництвом Мазаньелло, був змушений покинути місто і перебрався до Рима. Влаштувався на працю в римську майстерню скульптора Алессандро Альгарді, давнього конкурента і суперника Лоренцо Берніні. У майстерні Алессандро Альгарді працював разом з іншим учнем останнього, Ерколе Феррата, над різними проектами Альгарді (наприклад, над його «Видінням св. Миколая», не закінченим за життя Альгарді і завершеним лише 1665 року).
По смерті Альгарді (1654 року) працював самостійно, відкрив власну скульптурну майстерню. Показав себе плідним майстром і неабияким підприємцем, одержуючи зі свого підприємства достатній прибуток. Він виконував замови, які надходили до нього з декількох міст Італії, а також з Франції, Німеччини та острова Мальти. По смерті Джованні Лоренцо Берніні, Ерколе Феррата та Антоніо Раджі стануть найвідомішими скульпторами Риму свого часу. Завдяки співпраці з французьким майстром Шарлем Лебреном творчість Гвіді стала відома у Франції. Виконав алегоричну скульптуру «Богиня Слави фіксує звершення короля Франції Луї XIV», котра прикрасила парк у Версалі.
До найкращих робіт Гвіді відносяться його пам'ятник Наталі Рондініні (1657) в римській церкві Санта Марія дель Пополо і надвівтарний рельєф Оплакування Христа в капелі ді Монте ді П'єта (1667—1676).

### Монумент Ніколо Котонеру
В соборі Івана Богослова є скульптурна композиція, яка датується приблизно 1680 роком чи пізніше. В горішній частині композиції — бюст Великого маґістра Мальтійського ордену Ніколо Котонера (1660–1663 рр.), а підтримують його дві мармурові фігури — турок (ліворуч) і мавр (праворуч), уособлення ісламу й варварства. Турка часто помилково плутають з козаком.

## Галерея

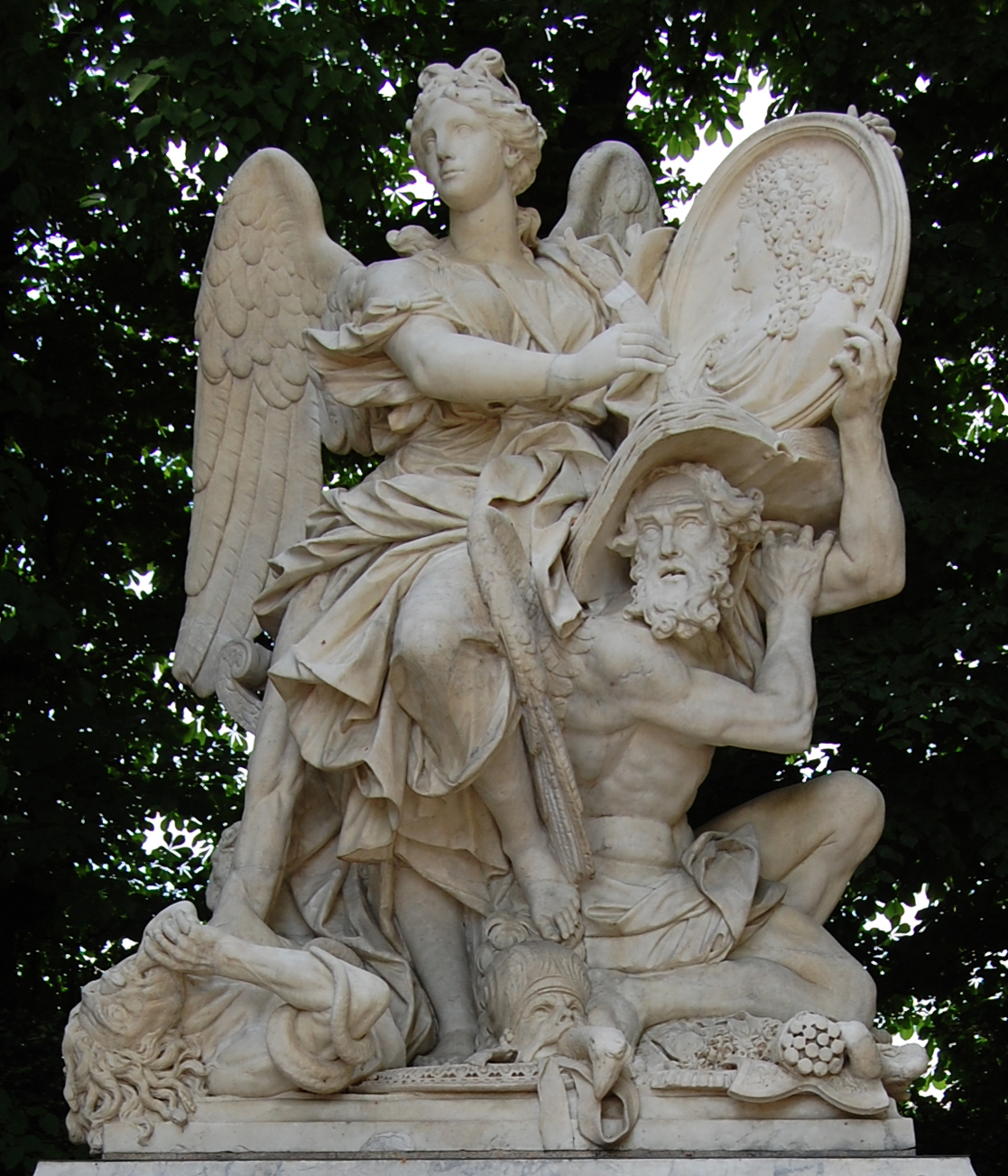
Богиня Слави фіксує звершення короля Луї XIV (Версаль)
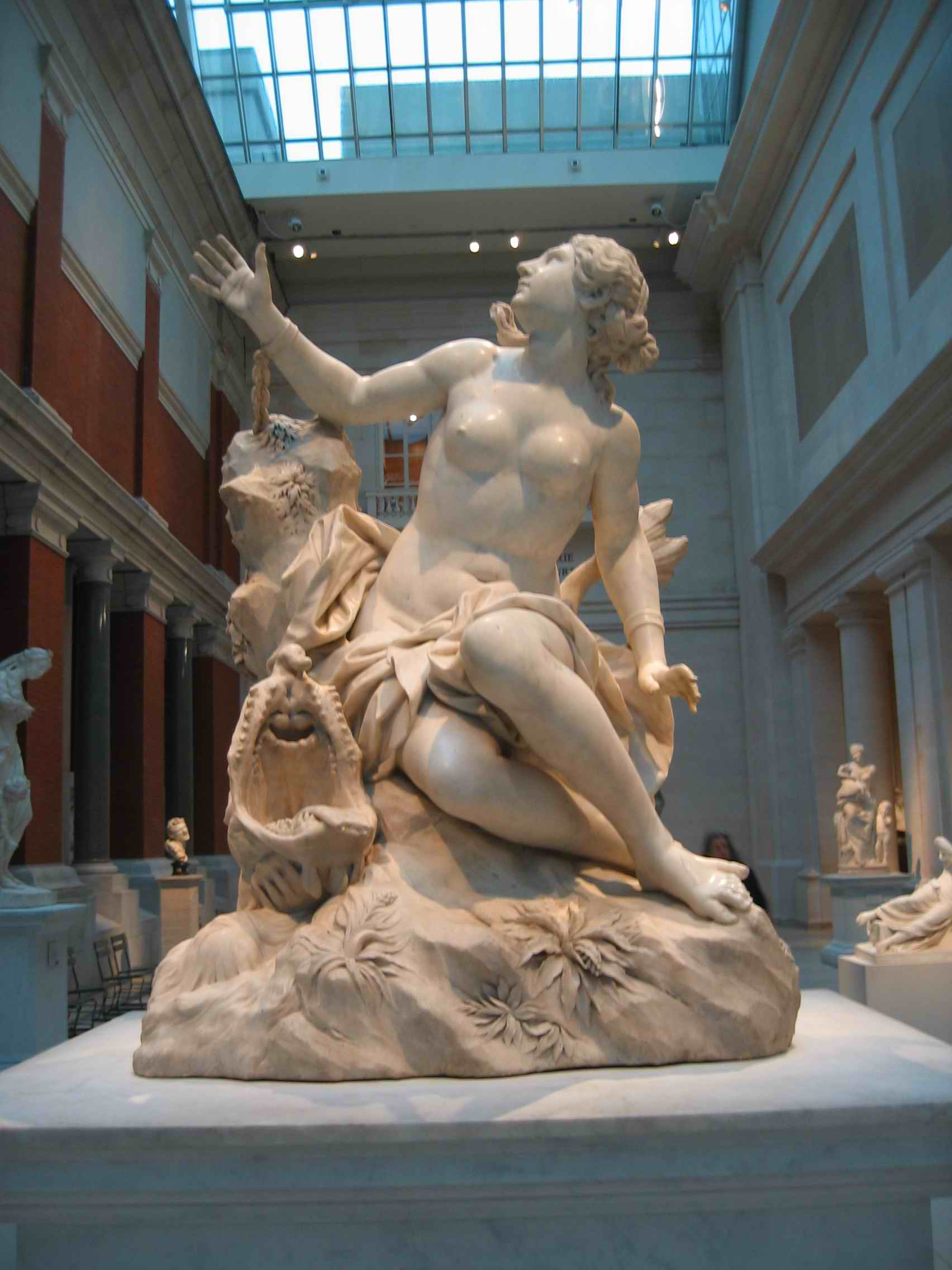
Андромеда та морське чудовисько
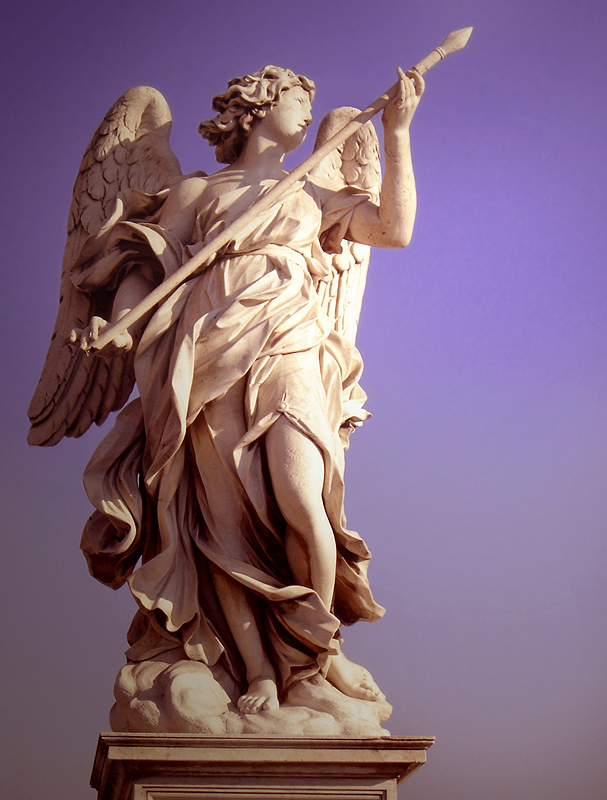
Ангел зі списом
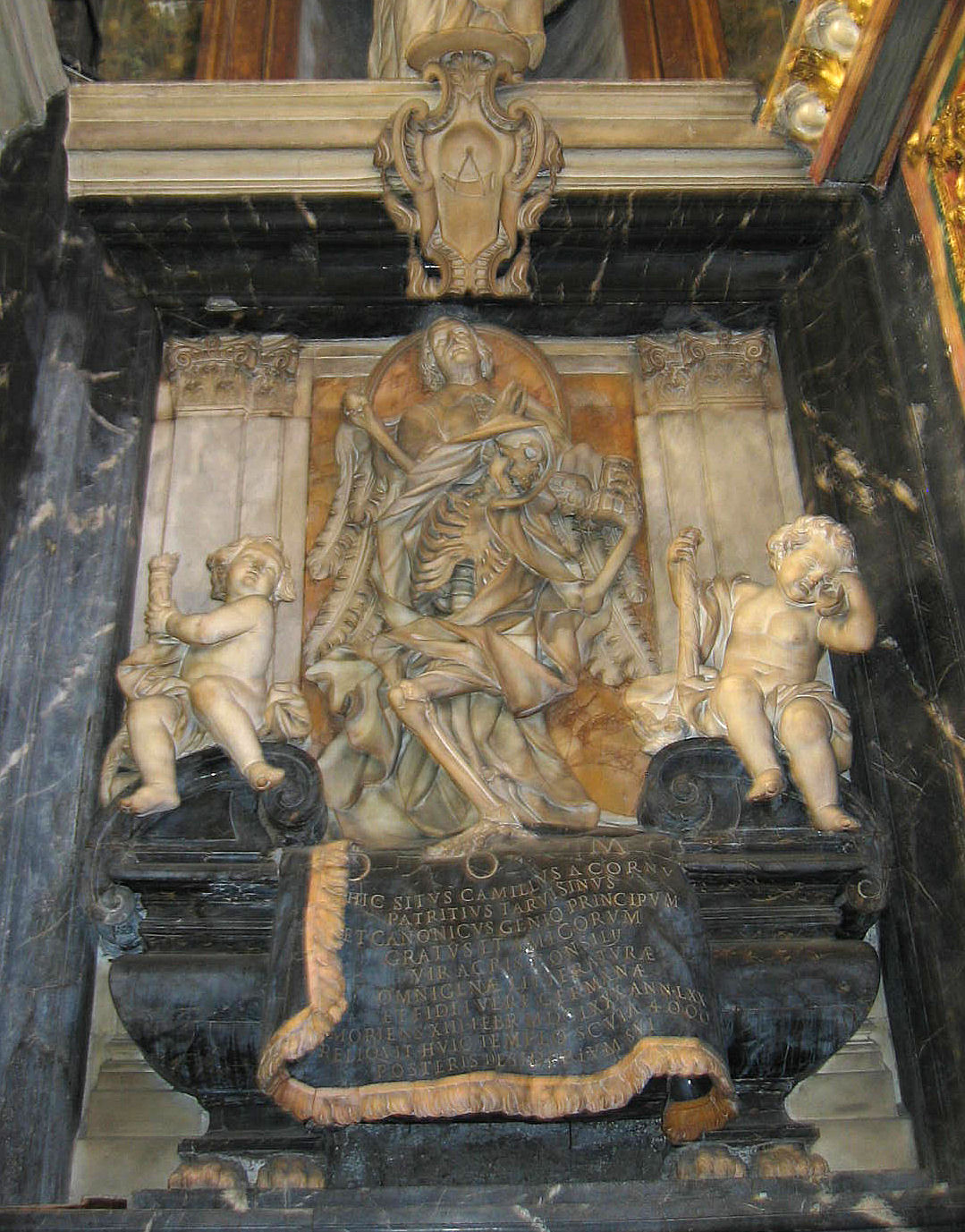
Надгробок Камілло дель Корно, церква Христа і Марії, Рим.
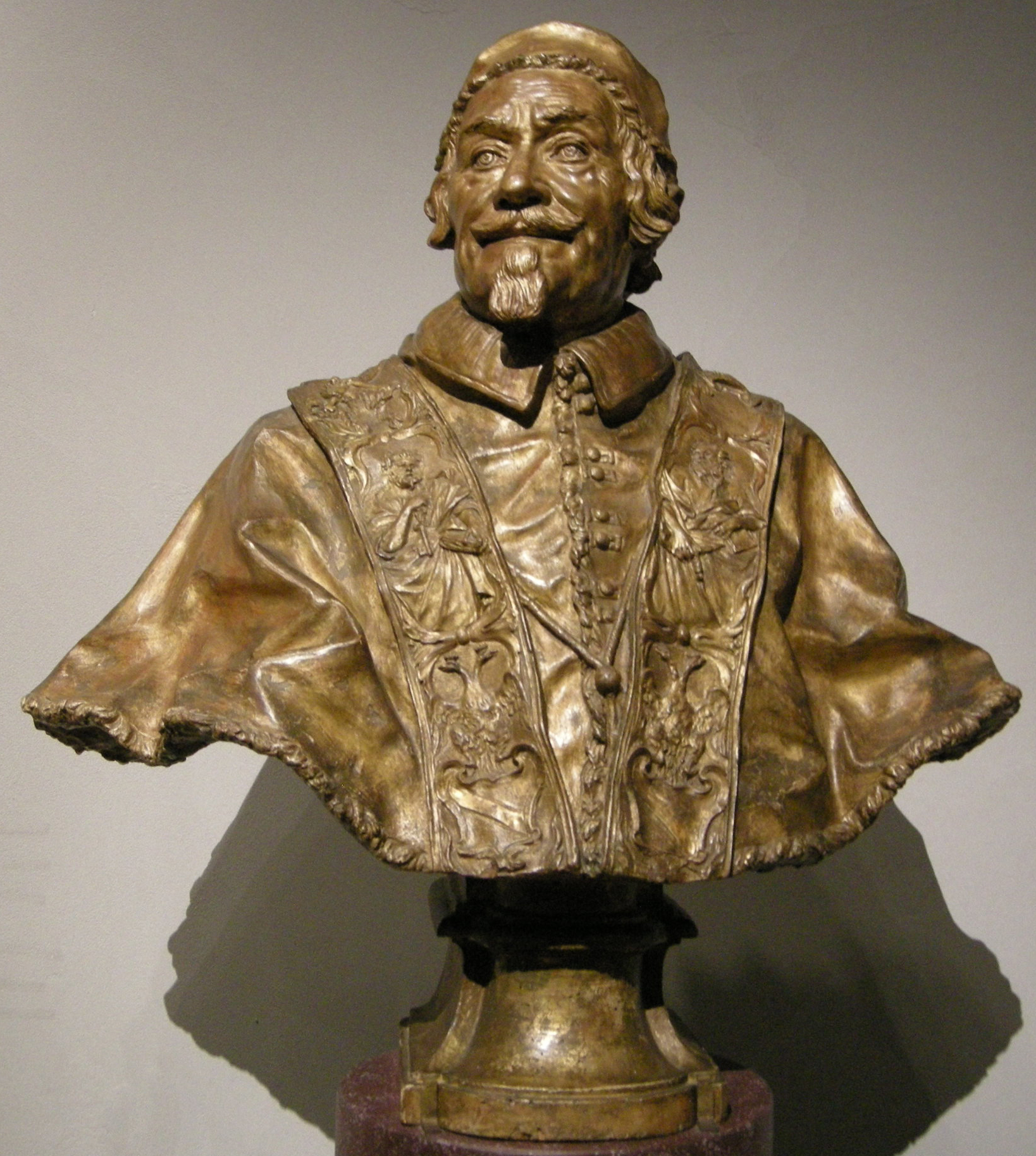
Погруддя Папи Римського Олександра VIII (1691)
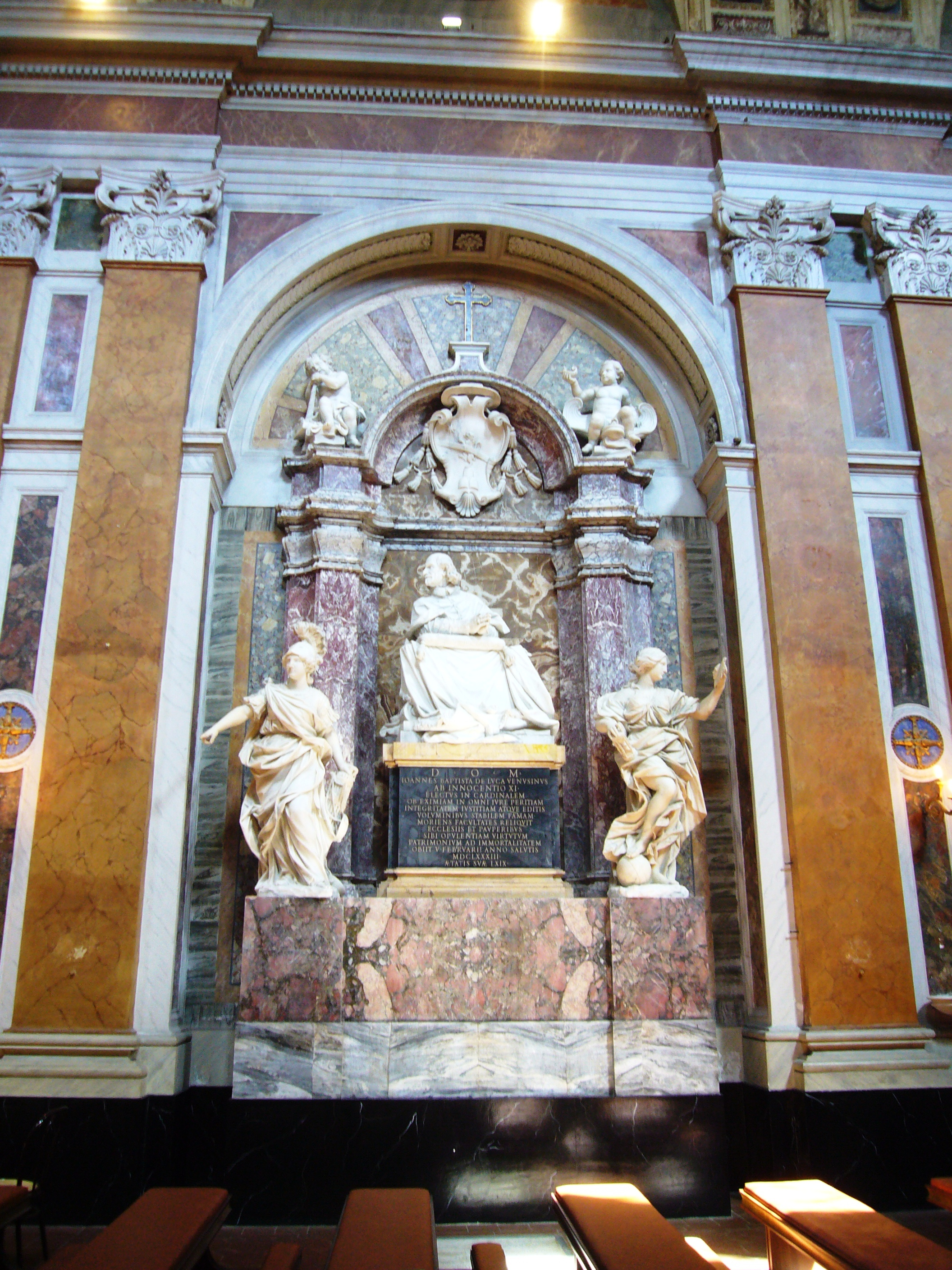
«Дух божий Неаполітанський» — надгробок кардинала Де Лука, Рим (1683)
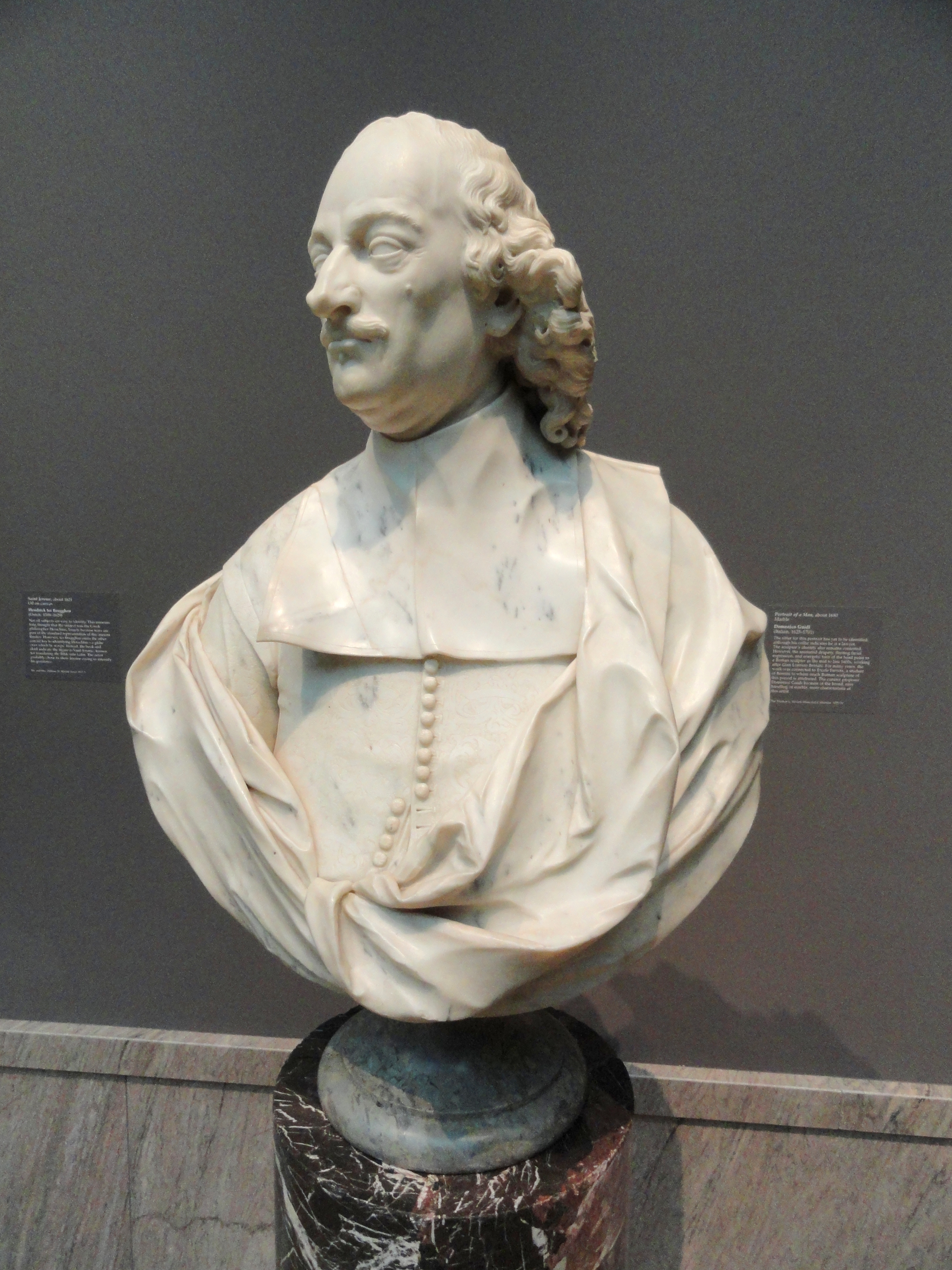
Погруддя шляхетного пана, Клівленд, США
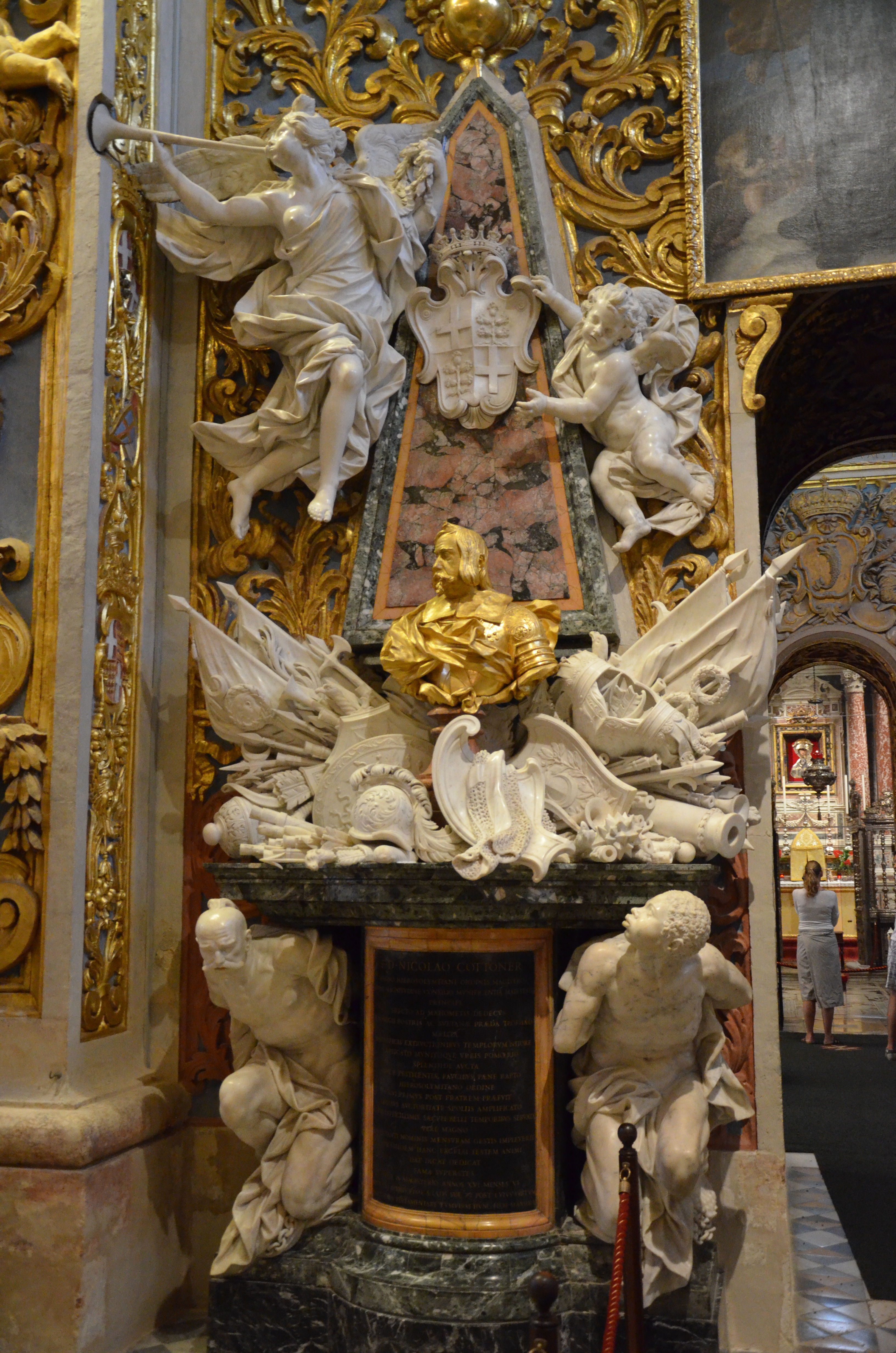
Монумент присвяченний Великому Магістру Ніколо Котонеру в секції Арагону. Собор Святого Іоанна (Валлетта)